# Kasia Moś
Kasia Moś (Ruda Śląska, 1987. március 3. –) lengyel énekes. Ő képviselte Lengyelországot a 2017-es Eurovíziós Dalfesztiválon Kijevben a Flashlight című dalával.  A döntőben 64 pontot sikerült összegyűjtenie, így a 22. helyezést érte el.

## Diszkográfia
Album
- Inspination (2015)

Kislemezek
- I Wanna Know (2006)
- Uwierz (oraz Tax Free) (2012)
- Zatracam się (2014)
- Break (2014)
- Pryzmat (2015)
- Addiction (2016)
- Flashlight (2017)
- Wild Eyes (2018, közreműködött: Norma John)